# 上原方立
上原 方立（うえはら ほうりゅう、1860年7月23日（万延元年6月6日） - 1884年（明治17年）10月14日）は熊本バンドの一人である。

## 生涯
1860年肥後国八代に生まれる。熊本藩の藩校伝習館および愛日堂で学び、1875年(明治8年)熊本洋学校に入学し、L・L・ジェーンズから英学を学ぶ。同級生の宮川経輝の勧めでキリスト教に入信する。、1876年(明治9年)1月30日に花岡山で宮川たちと一緒に奉教趣意書に署名する。しかし、キリスト教に入信したことで父母の怒りを買い帰郷するが、熊本洋学校に復帰する。
1877年(明治10年)に同志社英学校に入学する。在学中に若狭、摂津高槻、備中笠岡、越前福井などに行き伝道する。
1882年(明治15年)在学中に、大阪島之教会仮牧師になる。1883年(明治15年)に、宮川らと上京し第三回全国基督教信徒大親睦会に幹部として参加する。
1884年(明治17年)6月ジェローム・デイヴィスより牧師按手礼を受けて正式な牧師になる。1884年9月に結婚するが、10月に河内の腸チフス患者を見舞いに行き、自身も腸チフスに感染し急逝した。

## 関連文献
- 同志社大学人文科学研究所 編『熊本バンド研究 日本プロテスタンティズムの一源流と展開』519頁、みすず書房、1965年
- 本井康博『徳富蘇峰の師友たち 「神戸バンド」と「熊本バンド」』教文館、2013